# بيريتا أم9
بيريتا أم9 أو أم9 هو مسدس نصف آلي عيار 9 مم، اعتمد من قبل القوات المسلحة الأمريكية في عام 1985،وهو بالأساس نسخة مخصصة من مسدس بيريتا 92.
ربح أم9 منافسة في عام 1980 لاستبدال مسدس أم1911 كلياً من الجيش الأمريكي، متغلباً على منافسين كثر، الوحيد الذي تغلب عليه بشق الأنفس كان سيج سوير بي226 لكن رفض لأسباب مالية. أدخل بشكل رسمي إلى الخدمة في عام 1990. بعض الموديلات الأخرى تم اختيارها ولكن على نطاق أقل، مثل أم11،والموديلات المشابة التي ماتزال تستعمل في أماكن معينة.

## التقنية
بيريتا أم9 هو مسدس قصير الارتداد،نصف آلي،إطلاق نار أحادي أو ثنائي ولديه 15 طلقة في مخزن مع زر تحرير المخزن الذي يمكن أن يعمل باليد اليسرى أو اليمنى.يستخدم إم9 قراب بيانكي إم12،ويمكن استخدام أنواع أخرى من القرابات.تتضمن التعدبلات الخاصة على إم9 بيريتا :
- تصميم جميع أجزاء المسدس بحيث يمكن فكها لتسهيل الصيانة.
- تعديل مقدمة وقاية المقداح لأجل وضع الإصبع لتسهيل التصويب.
- تقويس القاعدة الأمامية للمسكة للمساعدة في التصويب.
- إضافة معدن الكروم القاسي إلى ماسورة المسدس لحمايتها من التأكل وتقليل الاحتكاك.

## وصلات إضافية
- Official Beretta 92FS page
- FAS article on M9
- GAO report, Pistol Procurement, Allegations on Army Selection of Beretta 9mm as DOD Standard Sidearm, June 1986.